# Hisatora Kumagai
Hisatora Kumagai (熊谷久虎, Kumagai Hisatora), né le 8 mars 1904 à Nakatsu et mort le 22 mai 1986, est un réalisateur, scénariste et producteur japonais.

## Biographie
Hisatora Kumagai entre à la Nikkatsu en 1925. Après avoir été l'assistant réalisateur de Tomotaka Tasaka, il est promu réalisateur et sort son premier film Ren'ai kyōgijō en 1931,. Il est le beau-frère de Setsuko Hara, c'est par son entremise qu'elle entre à son tour à la Nikkatsu en 1935 et commence sa carrière d'actrice.
Hisatora Kumagai se fait remarquer en 1936 pour son film Takuboku le poète passionné qui retrace la jeunesse du poète Takuboku Ishikawa dans son village de la province d'Iwate. Dans Les Émigrants (1937), il tourne sur le ton du reportage la situation de gens qui, poussés par la pauvreté, ont quitté leur village natal et s'apprêtent à émigrer au Brésil en partance de Kobe.
Au début de l'année 1937 sort La Fille du samouraï d'Arnold Fanck, une coproduction entre le Japon et l'Allemagne nazie avec Setsuko Hara en tête d'affiche,. C'est l'occasion pour Hisatora Kumagai d'accompagner sa belle-sœur, alors âgée de 17 ans, pour une tournée promotionnelle en Europe et aux États-Unis. Le voyage qui les mène du Mandchoukouo à Berlin et dans plusieurs villes allemandes, puis à Paris, New York, Los Angeles et Hollywood, dure quatre mois.
Hisatora Kumagai est transféré à la Tōhō en 1938, c'est là qu'il réalise son film le plus connu de nos jours, La Chute des Abe, un jidai-geki (film historique) d'après le roman homonyme de Mori Ōgai. Tourné avec des membres de la troupe de théâtre Zenshin-za (ja) — une troupe fondée par des acteurs en révolte contre le mode de fonctionnement féodal en vigueur dans le kabuki — le film aborde le problème fondamental du bushido, le conflit entre la fidélité et l'honneur. Selon le critique Tadao Satō, « c'est un jidai-geki d'une haute tenue qui critique sévèrement l'esprit du bushido en allant jusqu'au bout de ses raisonnements. Il faut être fidèle à son seigneur, même si c'est un idiot ! ». 

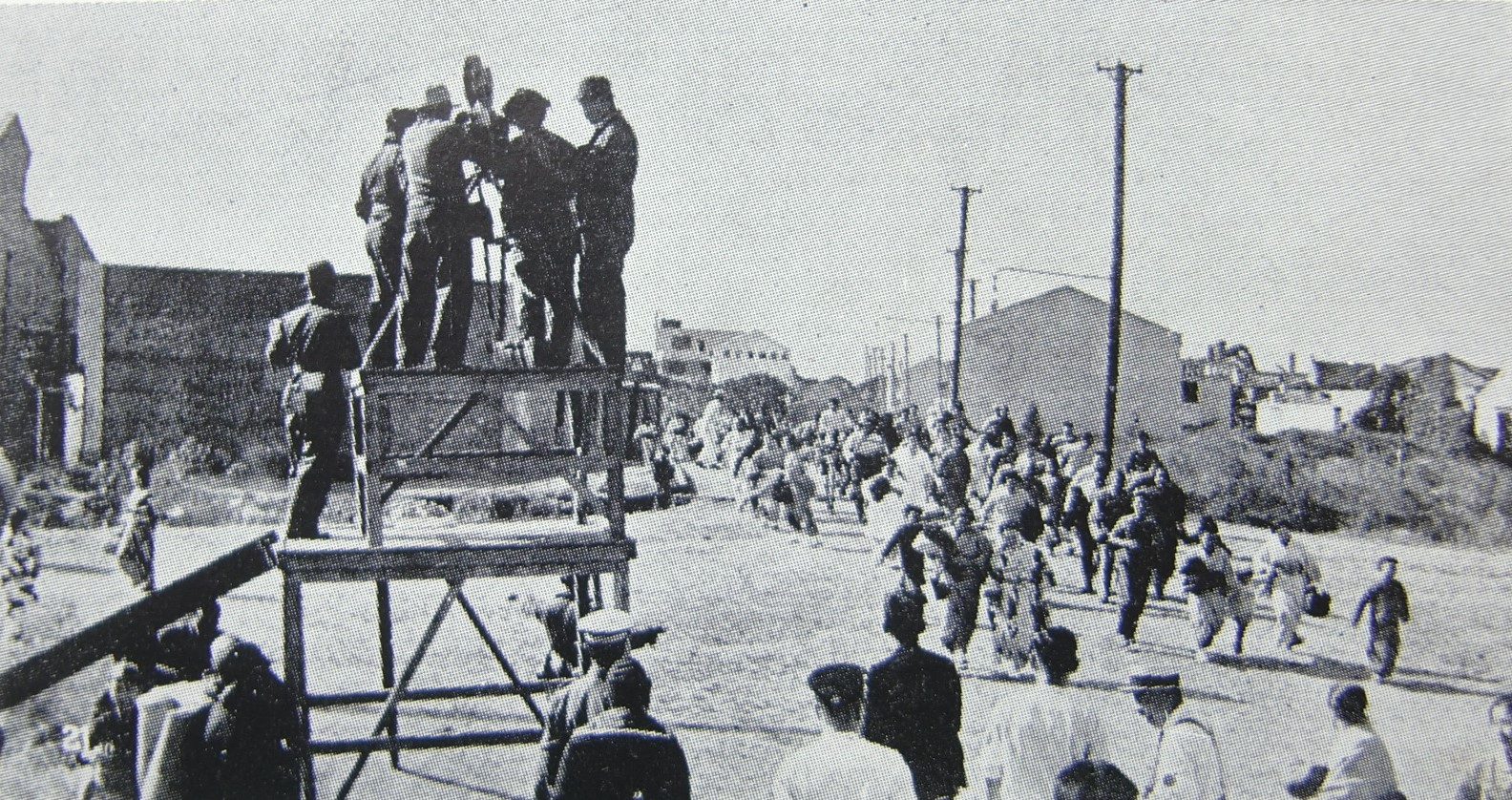
Tournage de Marin à Shanghai (1939).

Avec l'entrée en guerre du Japon en 1937, Hisatora Kumagai se lance dans des films exaltant le militarisme, Marin à Shanghai décrit la Marine impériale japonaise luttant désespérément pour défendre son territoire de Shanghai alors qu'elle est encerclée par un nombre de soldats chinois plusieurs fois supérieur. Son film suivant Récits d'une instruction (1941) dépeint un ancien intellectuel de gauche qui suit un entrainement à l'armée et devient un fervent patriote. Hisatora Kumagai quitte ensuite le cinéma et sombre dans un patriotisme fanatique, qui l'amène notamment à créer un groupe nationaliste, l'École divine (すめら塾, Sumera-juku),.
Aux lendemains de la capitulation du Japon, le gouvernement japonais, sous la pression du Commandement suprême des forces alliées, ordonne au syndicat japonais des employés du film de dresser une liste des « criminels de guerre » au sein de l'industrie. Trois catégories de ces « criminels » sont définies : A, B et C. Hisatora Kumagai est classé avec neuf autres personnes dans la catégorie B, celle des personnes devant être écartées de l'industrie du cinéma pendant une durée déterminée. Il ne reviendra au cinéma comme producteur et réalisateur que dans les années 1950, notamment dans des films mettant en vedette Setsuko Hara, mais la qualité des films qu'il dirige alors n'atteint pas celle de ceux qu'il a pu réaliser dans les années 1930,.
Hisatora Kumagai a réalisé vingt-huit films, en a produit cinq et a écrit cinq scénarios entre 1931 et 1958.

## Filmographie
Sauf indication contraire, la filmographie de Hisatora Kumagai est établie à partir de la base de données JMDb et de l'ouvrage d'Alexander Jacoby, A Critical Handbook of Japanese Film Directors - From the Silent Era to the Present Day. Les titres en français proviennent de l'ouvrage Le Cinéma japonais de Tadao Satō.

### Comme réalisateur
- 1931 : Ren'ai kyōgijō (恋愛競技場?)
- 1931 : Tama o migaku (玉を磨く?)
- 1931 : Honruida (本塁打?)
- 1931 : Ordre de mobilisation (動員令, Dōinrei?)
- 1931 : Hokuman no teisatsu (北満の偵察?)
- 1932 : Saraba Tōkyō (さらば東京?)
- 1932 : Kikeya-kun ni kike (喜卦谷君に訊け?)
- 1933 : Kanojo no michi (彼女の道?)
- 1933 : Seishun no koro (青春の唄?)
- 1933 : Kyoka: Den'en-hen (炬火 田園篇?)
- 1933 : Gunmō yūzai (群盲有罪?)
- 1934 : Kyoka: Tokai-hen (炬火　都会篇?)
- 1934 : San katei (三家庭?)
- 1934 : Gantō no shojo (巌頭の処女?)

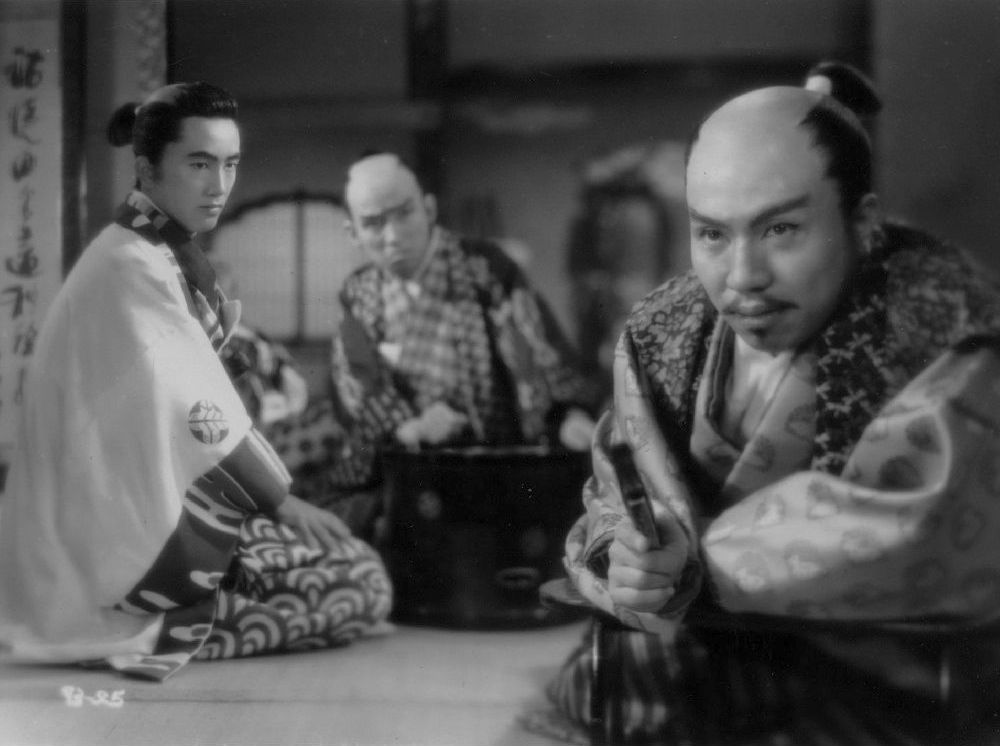
, et dans La Chute des Abe (1938).

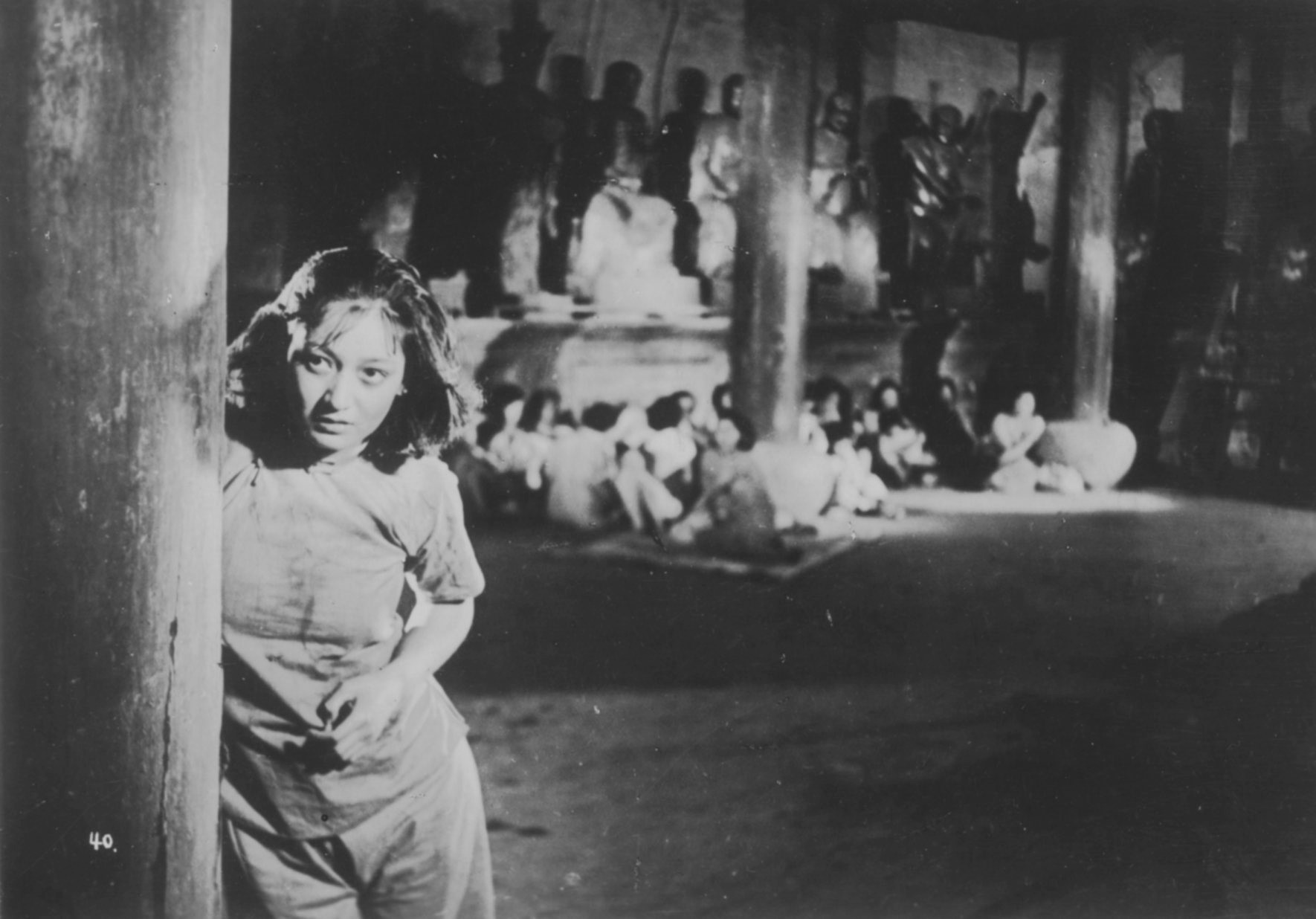
Setsuko Hara dans Marin à Shanghai (1939).

- 1935 : Watashi ga oyome ni itta nara (わたしがお嫁に行ったなら?)
- 1935 : Seishun ondo (青春音頭?)
- 1936 : Takuboku le poète passionné (情熱の詩人琢木 ふるさと篇, Jōnetsu no shijin Takuboku: Furusato hen?)
- 1936 : Nankyoku mōgeiryō (南極猛鯨狩?)[14]
- 1936 : Kimagure fūfu (気まぐれ夫婦?)
- 1937 : Les Émigrants (蒼氓, Sōbō?)
- 1938 : La Chute des Abe (阿部一族, Abe ichizoku?)
- 1939 : Marins à Shanghai (上海陸戦隊, Shanhai rikusentai?)
- 1941 : Récits d'une instruction (指導物語, Shidō monogatari?)
- 1953 : Shirauo (白魚?)
- 1954 : Kakute jiyū no kane wa naru (かくて自由の鐘はなる?)
- 1955 : Uruwashiki haha (美しき母?)
- 1957 : Chieko shō (智恵子抄?)
- 1958 : Mikkokusha wa dare ka (密告者は誰か?)

### Comme scénariste
- 1934 : San katei (三家庭?)
- 1938 : La Chute des Abe (阿部一族, Abe ichizoku?)
- 1953 : Shirauo (白魚?)
- 1954 : Kakute jiyū no kane wa naru (かくて自由の鐘はなる?)
- 1958 : Mikkokusha wa dare ka (密告者は誰か?)

### Comme producteur
- 1952 : Tōkyō no koibito (東京の恋人?) de Yasuki Chiba
- 1953 : Shirauo (白魚?)
- 1954 : Kakute jiyū no kane wa naru (かくて自由の鐘はなる?)
- 1955 : Nobuko dans les nuages (ノンちゃん雲に乗る, Non-chan kumo ni noru?) de Fumindo Kurata
- 1955 : Kakinoki no aru ie (柿の木のある家?) de Koga Masato

## Distinction
Marins à Shanghai est sélectionné en compétition pour la coupe Mussolini du meilleur film à la Mostra de Venise 1939.